# Радоевская, Рената
Рената Радоевская (пол. Renata Radojewska; 2 июля 1914, Харьков, Российская империя — 11 декабря 1985 года, Нью-Йорк, США) — польская актриса театра и кино.

## Биография
Родилась 2 июля 1914 года в Харькове. Дебютировала в кинематографе в 1937. В сезоне 1938/1939 годов играла в Камерном театре в Варшаве. После окончания Второй мировой войны уехала из Польши. Умерла 11 декабря 1985 года в Нью-Йорке.

## Избранная фильмография
- 1937 — Недотёпа / Niedorajda — Бася
- 1937 — Господин редактор безумствует / Pan redaktor szaleje — Зофья
- 1938 — Забытая мелодия / Zapomniana melodia — Рена
- 1938 — Мои родители разводятся / Moi rodzice rozwodzą się — Крыся